# PuTTY
PuTTY es un cliente SSH, Telnet, rlogin, y TCP raw con licencia libre. Disponible originalmente solo para Windows, ahora también ha sido portado a varias plataformas Unix-like, y se está desarrollando la versión para Mac OS clásico y Mac OS X. Otra gente ha contribuido con versiones no oficiales para otras plataformas, tales como Symbian para teléfonos móviles. Es software beta escrito y mantenido principalmente por Simon Tatham, open source y licenciado bajo la Licencia MIT.

## Características
Algunas características de PuTTY son:
- El almacenamiento de hosts y preferencias para uso posterior.
- Control sobre la clave de cifrado SSH y la versión de protocolo.
- Clientes de línea de comandos SCP y SFTP, llamados "pscp" y "psftp" respectivamente.
- Control sobre el redireccionamiento de puertos con SSH, incluyendo manejo empotrado de reenvío X11.
- Completos emuladores de terminal xterm, VT102, y ECMA-48.
- Soporte IPv6.
- Soporte 3DES, AES, RC4, Blowfish, DES.
- Soporte de autentificación de clave pública.
- Soporte para conexiones de puerto serie local.

El nombre PuTTY proviene de las siglas Pu: Port unique TTY: Teletipo (por sus siglas en inglés). 
Su traducción al castellano sería: Teletipo de puerto único.

## Historial de versiones
Anteriormente a la versión 0.58,.. se hicieron tres releases consecutivos (0.55–0.57) para arreglar agujeros de seguridad significativos en versiones previas, algunos permitían comprometer al cliente incluso antes de que el servidor fuera autenticado.
A la versión 0.58 se le agregaron nuevas características, incluyendo soporte Unicode mejorado, para caracteres internacionales y lenguajes bidireccionales o de derecha a izquierda.
Después de casi un año desde el release previo, la versión 0.59 implementa nuevas características como la conexión a puertos serie, proxies locales, mejoras de velocidad SSH y SFTP, cambia el formato de documentación (para compatibilidad con Vista) y tiene varias correcciones de errores.
La versión 0.60 implementa 3 nuevas características y corrige algunos errores:
- Ctrl+Break ahora envía una señal de ruptura en el otro extremo
- En Windows, ya no es necesario configurar líneas alto-numeradas tales como COM10; PuTTY hace esto automáticamente.
- Ahora se puede almacenar un nombre de host en las opciones por defecto.

La versión 0.61 implementa principalmente la compatibilidad con Windows 7 y corrige algunos errores principalmente en conexiones SSH y algunos errores menores en el Cifrado AES 

## Aplicaciones
Las funciones principales están realizadas por los mismos ficheros PuTTY:
- PuTTY - los clientes Telnet y SSH
- PSCP - un cliente SCP, i.e. copia de ficheros segura por línea de comandos
- PSFTP - un cliente SFTP, i.e. sesiones de transferencia de ficheros generales como en FTP
- PuTTYtel - un cliente de solo Telnet
- Plink - una interfaz de línea de comandos al PuTTY back ends
- Pageant - un agente de autenticación SSH para PuTTY, PSCP y Plink
- PuTTYgen - una utilidad de generación de claves RSA y DSA.
- pterm - un emulador de terminal X.

## PuTTYtray
PuTTYtray, básicamente incorpora mejoras en el aspecto gráfico. Como un icono más colorido, la posibilidad de minimizarlo al tray, configurar la transparencia de la ventana, conversión de URLs en enlaces o poder mantener la ventana siempre encima, entre otros.
También cuenta con mejoras de funcionalidad como la reconexión automática al volver del modo suspendido, reconexión cuando hay fallos o el guardado de datos en ficheros para hacerlo portable en discos USB.